# 福田健二
福田健二（日语：／ Fukuda Kenji，1977年10月21日－），已退役日本職業足球運動員，司職前鋒，前日本國家足球隊成員，現時擔任日本乙組職業足球聯賽球會橫濱FC的技術總監。

## 球員生涯
福田健二生於日本愛媛縣新居濱市，童年時就跟隨兄長踢足球，在高中畢業後他已有機會加盟南美洲的球會，但可惜最終也未能成事，其後他便選擇在當時由教練雲加帶領及擁有史杜高域的名古屋鯨魚展開職業球員生涯，直到2004年他獲安排加盟巴拉圭球會瓜蘭尼，並於南美自由盃及巴拉圭中取得入球，直到2010年重返日本聯賽加盟愛媛FC。
至2013年1月約滿後獲香港甲組聯賽的日資球會橫濱FC香港的主席邀請加盟，更在2013年5月4日對和富大埔的聯賽最後一場比賽中，在補時階段接應角球頂入追平2–2，協助駿其足球會護級成功，隨後球會於2014年6月8日宣佈更換其營運公司而球會易名為YFC澳滌，而他在2015年1月18日對和富大埔的聯賽，首度在港完成帽子戲法更高舉受重傷的隊友黃威的球衣，結果協助澳滌以5–2勝出。
隨後他更助球會取得季後附加賽資格，但可惜YFC澳滌不敵南華無緣亞洲賽，最終YFC澳滌贊助商撤資，而福田健二於球季完結後轉會港超聯球會夢想駿其，並在2015年9月27日對元朗的聯賽，取得加盟後的首個入球，結果協助駿其以3–2勝出，到5月7日，他在作客以1–2不敵元朗的聯賽獲委任為球會隊長，並宣佈掛靴，回日本擔任日乙球會橫濱FC的技術總監。而他在球季完結後在香港足球明星選舉中榮膺最受球迷歡迎球星。

## 國際賽生涯
福田健二在1997年獲日本U20國家隊徵召出戰在馬來西亞舉行的國際足協世界青年錦標賽，並在分組賽對哥斯達黎加國家隊時取得一球，結果日本在八強時被加納國家隊淘汰出局。隨後他在2016年2月首度獲港聯徵召參與對香港代表隊的猴年賀歲盃，結果他在賽事中取得一球協助港聯以4–0勝出。

## 獎項
球隊
- 2014–15年香港超級聯賽季後附加賽亞軍（2014–15季度）YFC澳滌

個人
- 香港足球明星選舉 最受球迷歡迎球星（2015–16季度）

## 外部連結
- プロフィール (2005年版)，存于 - 公式ウェブサイト
- プロフィール (2009年版)，存于 - kenji fukuda BLOG
- 福田健二、ピッチまでの長き道程 愛媛での波乱万丈の135日 (1/2) （页面存档备份，存于）、(2/2) （页面存档备份，存于） - スポーツナビ (2010年3月19日)
- 福田健二 – FIFA國際賽競賽紀錄 (存檔)（英文）
- Soccerway資料庫：福田健二 （英文）
- 福田健二在BDFutbol中的档案
- プロフィール (2003年)，存于 - FC東京
- プロフィール (2003年)，存于 - ベガルタ仙台
- プロフィール (2007年)，存于 - CDヌマンシア（西班牙文）
- プロフィール (2008年)，存于 - UDラス・パルマス（西班牙文）
- プロフィール (2009年)，存于 - イオニコスFC（英文）
- プロフィール (2012年)，存于 - 愛媛FC
- 香港足球總會球員註冊資料 （页面存档备份，存于）